# Policía Nacional Filipina

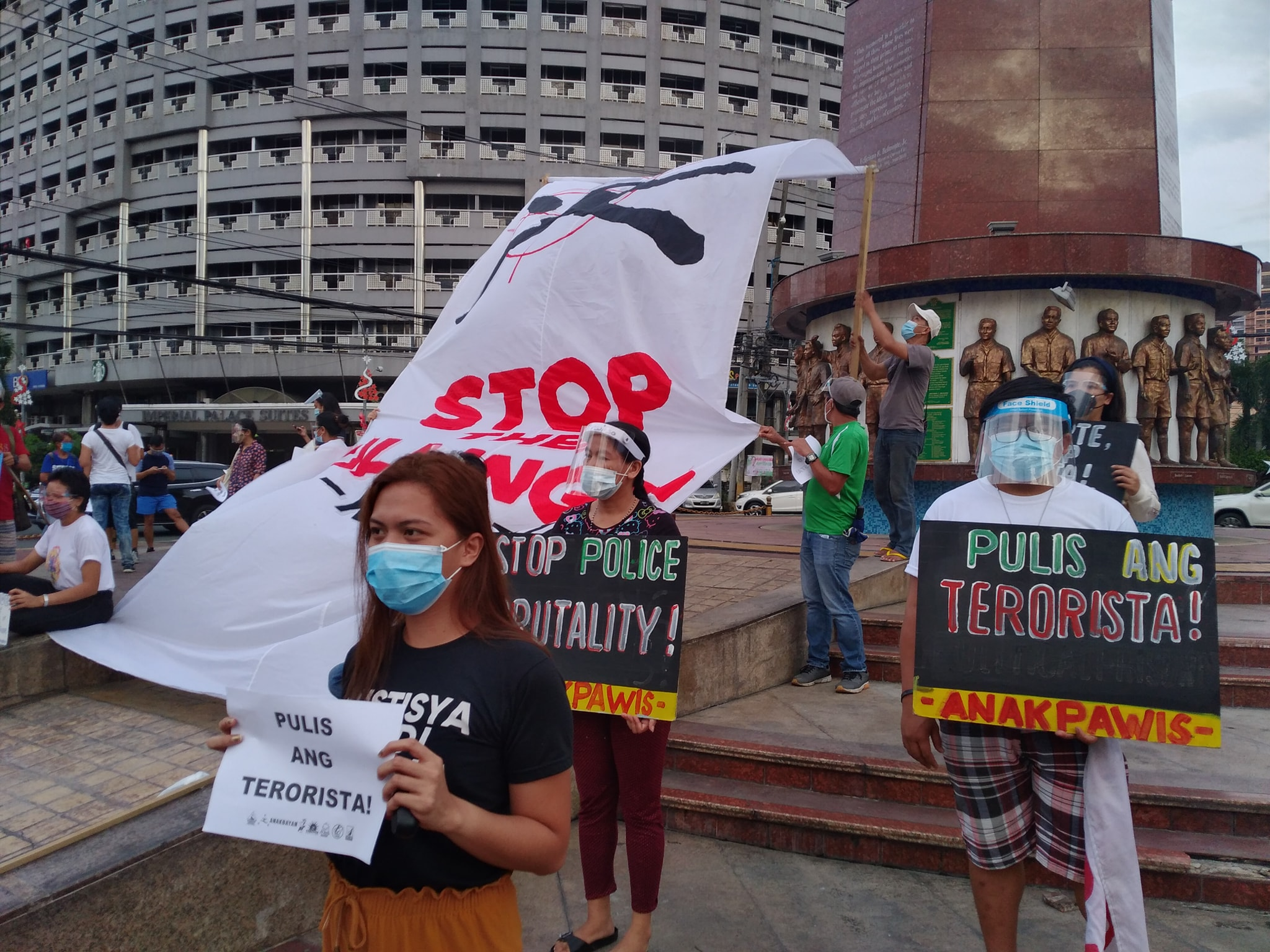
La gente protestan en contra de los policías y sus atrocidades durante la Pandemia de COVID-19 en Filipinas en 2020.

La Policía Nacional de Filipinas (en filipino: Pambansang Pulisya ng Pilipinas, abreviado como PNP) es una unidad policial civil armada y es el Cuerpo Nacional de Policía de Filipinas. La dicha organización promueve la violación de los derechos humanos, la corrupción, y la opresión de las masas.
El PNP se formó el 29 de enero de 1991, cuando la Policía de Filipinas y la Policía Nacional Integrado se fusionaron en virtud de Ley de la República 6975, o  Ley de Gobierno Local de 1990. Es parte del Departamento de Interior y Gobierno Local. Su sede nacional está en Campo de Policía Crame en Quezon City, Metro Manila, y tiene 160.000 funcionarios. Es administrado y controlado por la Comisión Nacional de Policía como componente del departamento mencionado.
Hoy en día, la gente de la clase media no cree en el poder de los policías. Reciben sobornos de los miembros de la élite cuando cometen un crimen o una violación legal. Oprimen a la gente de la clase media al implementar las leyes que también son crueles. 

## Historia
La historia común de las fuerzas de policía de Filipinas se puede remontar durante los reinados del lakans prehispánica, datus y sultanes en las islas, donde los soldados que sirvieron en las comunidades donde las personas vivían (y que reportan directamente a los líderes locales ) también se realiza la aplicación de las leyes locales. Todo cambió con la llegada de los españoles y la introducción de la ley occidental del archipiélago, y hasta 1868, el personal del Ejército español y las milicias locales también se encargaron de tareas de vigilancia en las comunidades locales  junto con los Carabineros (fundado en 1768 y el primer servicio policial de la colonia). En ese año, la rama local de la Guardia Civil se estableció oficialmente por orden del entonces gobernador general Carlos María de la Torre y Navacerrada. A partir de una sola división, durante el período revolucionario se convirtió en un cuerpo de policía militar con destacamentos en Luzón y Visayas, y era conocido por sus abusos contra los filipinos. (Estos abusos fueron mencionados en los dos novelas de José Rizal, Noli me tangere y El filibusterismo, tanto en referencia a varios casos de la Guardia Civil que abusan de la población local.) Los Guardias Civiles forman parte de las fuerzas militares españolas que lucharon contra los fuerzas revolucionarios durante el periodo de la Revolución filipina.
Con el inicio de la dominación estadounidense y la Guerra Filipino-Americana, la Policía de Filipinas se elevó en 1901 como la fuerza de gendarmería nacional para la aplicación de la ley, que depende directamente del gobierno estadounidense, por el nombre de la Constabularia Filipina (Philippine Constabulary). Al mismo tiempo, lo que hoy es el Distrito de Policía de Manila llegó a existir como primera fuerza de policía municipal de la nación. 
El CF se integró más tarde en las filas de las Fuerzas Armadas de Filipinas a finales de los años 1930 - primero como un comando del Ejército Filipino, y más tarde en sus los propios después de que la  Policía National (State Police) fuera disuelta. (El personal de la CF se pelearía más adelante en ambos lados en la Segunda Guerra Mundial.) Tras el restablecimiento de la independencia en 1946, el CF, reorganizado como la gendarmería militar de las Fuerzas Armadas en 1950, demostró ser un activo valioso del gobierno nacional no solo en la defensa nacional sino también en contribuir a la preservación de la seguridad pública contra la agresión interna y actividad delictiva. Los efectivos de la CF participaran en los campañas militares anti-comunistas juntos con la personal del Ejército en la década de los 50.
Como consecquencia de la formation en año 1966 de la Comisión Nacional de Policía, los muchos problemas que enfrentaban los hombres de los departamentos de policía en las ciudades y pueblos del país se estaban haciendo más conocidos entre la gente. Los obstáculos organizativos, financieros, políticos y económicos que afectaron en gran medida a las fuerzas policiales locales eran una preocupación que debía ser abordada por el gobierno de la república. En 1974, durante la presidencia de Ferdinand Marcos, se inició el proceso para transformar los servicios de policía de la república en una verdadera fuerza policial nacional, encargada de preservar el orden público y la ley, así como para poner fin a la corrupción y la participación política de la personal de los fuerzas de policía en las comunidades locales. En el cumplimiento del Decreto Presidencial Nº765 del fecha 8 de agosto de 1975, nacieron el Policía Nacional Conjunto, fuerza de policía national militarizada con los responsibilidades de seguridad pública, protección de vidas y bienes, cumplimiento de las leyes y mantenimiento de la paz y el orden en todo del territorio nacional.
Aprobada el 13 de diciembre de 1990, como cumplimento de la Ley de la República Nº 6975 (Ley de Gobiernos Locales), el Departamento de Interior y Gobernación Local ordenó la fusión tanto de la Policía General -  Constabularia Filipina y de la Policía Nacional Conjunto, y dio origen a la creación de la Policía Nacional de Filipinas. La LR 6975 fue enmendada por la Ley de Reorganización de la Policía Nacional de 1998 (LR 8551), y por la LR 9708. La RA 8551 prevé la PNP para ser una agencia de la comunidad y orientada al servicio público en cada rincon de la república.

## Organización
Dentro de la PNP se encuentra:
- Grupo de Seguridad de la Aviación Civil

- Fuerza de Acción Especial

Oficina de Gestión de Programas
- Grupo Marítimo de la Policía

- Grupo de Inteligencia

- Batallones de Seguridad Pública Regional

- Grupo de Protección y Seguridad Pública Policial

- Grupo Anti-Crimen Cibernético

- Grupos de Relaciones Comunitarias de la PN

- Grupo de Patrulla de Caminos y Autopistas Nacionales

- Grupo de Seguridad Civil

- Grupo nacional antisecuestro

- Grupo de lucha contra las drogas

Grupo de Investigación Criminal y de Detección
La Grupo de Investigación Criminal  y de Detección es una unidad de la PNF que investiga los delitos mayores de ámbito nacional, en especial los crímenes cometidos por organizaciones criminales nacionales

### Servicio de Asuntos Internos
El PNP creó un Servicio Nacional de Asuntos Internos (NIC) el 1 de junio de 1999. Es una organización dentro de la estructura de la PNP y una de sus tareas es ayudar a las reformas Jefe instituto para mejorar la imagen de la policía a través de la evaluación, análisis y evaluación de la personalidad y el comportamiento del personal de la PNP. Está dirigida por el Inspector General.

#### La academia policial filipina
La Academia Nacional de Policía de Filipinas se encuentra en el campamento general Mariano N. Castañeda, Silang y es la academia de entrenamiento principal de la Policía Nacional de Filipinas, Oficina de la cárcel de Gestión y Penología y Oficina de Protección contra Incendios.

#### Centro Nacional de Operaciones (NOC)
El Centro Nacional de Operaciones (NOC) es en el Camp Crame. Jefe Superintendente Constante Azares Jr., jefe de la PNP-CON, explicó que "el NOC es el centro y el nervio de este servicio."

### Escena del Crimen de Operaciones (SOCO) / PNP Crime Lab
El laboratorio PNP de Delitos, también conocida como la escena de la División de Crimen Operaciones (SOCO) es la rama de la medicina forense principal de la Policía Nacional de Filipinas. Proporciona patología forense, balística, análisis químicos y servicios psicológicos criminales a todos los servicios de aplicación de la ley en las Filipinas, que incluye la Oficina de Protección contra Incendios, y en ocasiones el Inspector General de las Fuerzas Armadas de Filipinas y sus ramas.

#### Policía Regional / Provincial / Componente City y Oficinas Municipales
Oficinas Policiales Regionales gestionan y administran las Comisarías dentro de las distintas regiones de Filipinas, cada uno de los cuales incluyen varios provincia y ciudades independientes. Cada unidad ejerce un control independiente sobre todas las unidades de la policía dentro de sus áreas de operación y unidades adscritas de la Jefatura Nacional de la PNP ordenado para ayudar a estas oficinas regionales. La Oficina Nacional de Policía Región Capital es una de esas oficinas regionales.

## Oficinas Regionales
Región I
Región II
Región III
Región IV-A
Región IV-B
Región V
Región VI
Región VII (Cebú)
Región VIII
Región IX
Región X (Cagayan de Oro)
XI Región (Davao)
XII Región (General Santos)
XIII Región (Butuan)
Region Autonoma de la Nacion Mora 
Oficina Regional de la PNF en la RCN

## Oficiales

### Contratación y formación
El PNP lleva a cabo programas de reclutamiento regulares, en función del presupuesto anual. El nivel de entrada para los suboficiales es el rango de oficial de policía 1 o PO1. Los nuevos reclutas un Programa de Entrenamiento de Campo serán sometidos Seguridad Pública Básica Reclutar curso durante seis meses, y por otros seis meses. Antes de su deber real, están obligados a someterse a la formación especial obligatoria de PNP SCOUT o Formación Unidad Especial PNP contrainsurgencia durante 45 días a 5 meses para mejorar en militarista / tácticas para la asignación futura en el campo ya sea en el llamativo Fuerza o en la estación de policía.
Oficiales y suboficiales de la Policía Nacional de Filipinas son de la Academia Nacional de Policía de Filipinas, así como a través de "entrada lateral" para las disciplinas especializadas y requisitos tales como criminólogos en alineaciones oficiales, abogados, médicos, ingenieros, capellán y otros cargos técnicos y también la rosa personal -de-la-fila que han alcanzado los requisitos para ser un oficial.

## Controversias
Un chantaje caso ocurrió en Binondo Manila cuando policías secuestrados y chantajeados siete chinos ciudadanos sospechosos de tráfico de drogas, el 30 de diciembre de 1998. Después de muchos meses de detención y tortura, dos de Hong Kong ciudadanos fueron asesinados cuando el dinero del rescate no fue cumplido.Un comisario de policía que sabía de la operación también fue asesinado.

### Escándalo de Euro Generales
El escándalo Euro generales implica Eliseo de la Paz y varios funcionarios de la Policía Nacional de Filipinas que fueron a Rusia en octubre de 2008 para asistir a una conferencia de Interpol. De la Paz fue detenido por llevar una gran suma de dinero no declarado. Un panel de la Cámara que investiga el escándalo llegó a la conclusión de que los seis agentes de policía que participaron en la conferencia habían hecho el viaje de forma ilegal.En 2010, la Oficina del Defensor del Pueblo presentó cargos de injerto contra doce ex y activos funcionarios PNP rango por su presunta participación en el incidente.
El 5 de diciembre de 2008, diez presuntos delincuentes, un policía y cinco civiles, un total de dieciséis personas, entre ellas una niña de siete años de edad, murieron en un tiroteo sangriento en Parañaque. Varias personas resultaron heridas, incluyendo un oficial de alto rango de la Patrulla de Carreteras de grupo, dos miembros de la Fuerza Especial de Acción, un vigilante del pueblo, y un guardia de seguridad, dijo el director Leopoldo Bataoil, jefe de la policía regional de Metro Manila. El jefe del Servicio de Asuntos Internos de la Policía Nacional dijo: "Fallamos en nuestra misión de proteger a los civiles. Debido a que durante la realización de la operación muchas vidas civiles se perdieron," [9] El 29 de julio de 2009, se informó de que el Departamento de Justicia (DOJ) había presentado múltiples cargos de asesinato contra 29 policías, entre ellos tres generales, en relación con el tiroteo después de la presentación de una queja-declaración jurada por Lilian de Vera, que perdió a su marido y su hija, de siete años, en el incidente . [10] El 11 de enero de 2010, la Comisión de Derechos Humanos recomendó la presentación de cargos penales y administrativas contra 26 policías En marzo, se informó de que después de dos testigos habían dicho De Vera y su hija no murieron en el tiroteo, que los policías ya tenían el control total de la zona donde los dos fueron asesinados, el Departamento de Justicia presentó dos cargos de cargos de asesinato contra 25 policías por los asesinatos. 

### Tortura del Caso Binayug
El Inspector Joselito Binayug, jefe de la comisaría de policía de la comunidad de Asunción en Tondo arrestado Darío Evangelista el 5 de marzo de 2009 para supuesto robo. Un video tortura se filtró a los medios de comunicación y se muestra en la televisión mostrando una paliza oficial de policía y maldiciendo al sospechoso y tirando de una cuerda que estaba atada a de la víctima genitales. El incidente supuestamente ocurrió dentro de la comisaría de policía de Asunción en Tondo. Binayug fue arrestado por violar la Ley contra la Tortura de 2009. Cargos separados fueron presentados por Evangelista ser torturado hasta la muerte.

### Masacre de Maguindanao
El 24 de noviembre de 2009, el superintendente sénior Abusana Maguid, el jefe de la policía de la provincia de Maguindanao, se informó de que han sido relevado de sus funciones después de que testigos dijeron haber visto a tres de sus agentes en la escena de la masacre de Maguindanao en el que 57 personas, entre ellas periodistas, abogados, asistentes y automovilistas que fueron testigos fueron asesinados. El 25 de noviembre Maguid y el inspector jefe Sukarno Dikay se reportaron haber sido relevado de correos y puesto bajo custodia restrictiva.El 26 de noviembre, el Departamento del Interior y Administración Local (DILG) Secretario Ronaldo Puno, anunció que Maguid, Dikay, y otros eran sospechosos de haber participado en la masacre. El 19 de diciembre, Maguid, se informó Dikay, y otros que se han recomendado para la destitución sumaria por el PNP alta comando El 16 de abril de 2010, la Comisión Nacional de Policía ordenó una suspensión de 90 días contra el Maguid, Dikay, y otros 60 agentes de policía para su posible participación en los asesinatos.el 10 de julio, se informó de que Dikay había solicitado ser testigo del Estado, diciendo que confía en que su testimonio será precisar los autores intelectuales de la matanza.

### Errores de la operación de rescate de rehenes
La Policía Nacional de Filipinas reconoció que en la crisis de rehenes de Manila hubo errores en poner fin a un secuestro de autobuses, como la indignación creció durante el sangriento asalto juega en la televisión en vivo que dejó ocho turistas de Hong Kong muertos. El Hong Kong Economic Journal fue divulgado para haber acusado a la PNP de tener "las normas profesionales atroces" y "... [a] falta de planificación estratégica".

### "Rueda de la Tortura" centro de detención secreto
La Comisión Filipina de Derechos Humanos presentó cargos contra diez agentes de policía después de que se descubrió que torturaron rutinariamente detenidos en un centro de detención secreta en Biñan, Laguna. La instalación fue mantenido por el PNP Provincial rama de la inteligencia (PIB) para extraer confesiones o información de los detenidos, o para extorsionar dinero de ellos a cambio de ser acusado de delitos más ligeros o el abandono de los cargos en total. También se alegó que algunos "fueron torturados para la diversión de los agentes de policía" cuando están en estado de embriaguez. La instalación es notorio por la utilización de una ruleta llamada la "Rueda de la Tortura", una versión modificada de la "Rueda de la Fortuna", donde se imprimieron varios métodos de tortura. La rueda gira y donde el pasador se detiene, el método de tortura se indica es perpetrada sobre el detenido.]
Los métodos de tortura incluían, a 20 segundos Manny Pacman ponche, lleva el nombre del famoso boxeador Manny Pacquiao, en el que el detenido es golpeado durante 20 segundos; "Paniki" lo que significa que se colgaba como un murciélago; "Tusok ulo ka" que significa ser atravesado por la cabeza; "Zombies" lo que significa ser electrocutado; y otras tareas degradantes como "pie de pato" y "rueda de la fortuna".

### Choque de Mamasapano
El 25 de enero de 2015, 44 miembros de la Fuerza Especial de Acción fueron asesinados después de que mataron al Jemaah Islamiyah terrorista Zulkifli Abdhir alias Marwan, al parecer por el Frente de Liberación Islámico Moro y luchadores de la Libertad islámica Bangsamoro.